# Крупец (Брасовский район)
Крупец — деревня в Брасовском районе Брянской области, административный центр Крупецкого сельского поселения. 
 Расположена в 13 км к юго-западу от пгт Локоть, на автодороге Локоть—Суземка. Население — 638 человек (2010).
Имеется отделение почтовой связи, сельская библиотека.

## История
Основана во второй половине XVII века как слобода в составе Брасовского стана Комарицкой волости; с 1697 года — село с храмом Космы и Дамиана. С 1741 года — владение Апраксиных.
В 1779 году приход был переведён в Холмецкий Хутор, после чего прежнее село Крупец стало называться деревней, а Холмецкий Хутор — селом Крупец; по этой причине сведения по этим двум населённым пунктам часто бывают спутаны.
В 1778—1782 гг. — в Луганском уезде, затем до 1929 в Севском уезде (с 1861 года — центр Крупецкой волости, с 1924 в Брасовской волости).
С 1880-х гг. (с перерывами) работала школа грамоты, в 1909 была открыта церковно-приходская школа.
С 1929 года в Брасовском районе; До 2005 года — центр Крупецкого сельсовета.
| Годы      | 1866 | 1878 | 1897 | 1926 | 1979 | 1989 | 2002 | 2010 |
| --------- | ---- | ---- | ---- | ---- | ---- | ---- | ---- | ---- |
| Население | 592  | 720  | 1098 | 1574 | 893  | 792  | 719  | 638  |